# Fram Peak
Fram Peak är en bergstopp i Antarktis. Den ligger i Östantarktis. Australien gör anspråk på området. Toppen på Fram Peak är 1 540 meter över havet.
Terrängen runt Fram Peak är huvudsakligen platt, men västerut är den kuperad.  Trakten är obefolkad. Det finns inga samhällen i närheten.